# Julie Top-Nørgaard
 Der er for få eller ingen kildehenvisninger i denne artikel, hvilket er et problem. Du kan hjælpe ved at angive troværdige kilder til de påstande, som fremføres i artiklen.

Julie Top-Nørgaard (født 1974) er en dansk forfatter og klummeskribent.
Hun har skrevet for Politiken og Information.

## Udgivelser
- Kroppen er en si (2018)
- Jeg går i min fars støvler (2016)
- Så forbandet klog (2016)